# Előpatak
Előpatak (románul: Vâlcele) falu Romániában, Kovászna megyében. A Baróti-hegység területén fekszik, Sepsiszentgyörgytől tíz kilométerre. Előpatak községhez tartozik, melynek azonban nem itt van a központja, hanem Árapatak faluban. 2011-ben lakossága 1347 fő volt.
Egykor vasas-szénsavas gyógyvizeiről híres település, Székelyföld legrégebben ismert fürdője. A gyógyvizeket már 1761-ben vizsgálták, majd később ismét elemezték, megbizonyosodva azok pozitív hatásairól. A település a 19. század elejéig nem létezett, a helyet erdőpásztorok lakták, kiépítését csak 1820 körül kezdték meg. 1850-ben lett független falu, elszakadva Hídvégtől és Árapataktól. A 19. század második felében európai hírű, Erdély egyik leglátogatottabb és az Osztrák–Magyar Monarchia egyik legismertebb gyógyfürdője volt, és különös népszerűségnek örvendett a havasalföldi román előkelőségek és bojárok körében. A 20. század második felében hanyatlani kezdett, a villák elromosodtak, a 21. század elején pedig a fürdőtelep épületeinek túlnyomó részét lebontották.

## Földrajz

### Fekvése
A Kárpátkanyarban található, az Előpatak-völgyben. Sepsiszentgyörgytől tíz kilométerre nyugatra, Brassótól huszonöt kilométerre északra fekszik. Nevét az itt átfolyó patakról kapta, mely a telep területén ered, majd Árapatakot átszelve az Oltba ömlik. Tengerszint fölötti magassága 530 méter (az ortodox templomnál) és 580 méter (keleti határán, a vízválasztónál) között változik.

### Domborzat és geológia
Geomorfológiai szempontból a Keleti-Kárpátokhoz tartozik, mivel a Baróti-hegység területén található. Területén mészkősziklák, homokkő, márga, sárga és vörös agyag található; ezeket a falu és a telep házainak, villáinak építésénél hasznosították. A patakvölgy két oldala eltérő kinézetű, tektonikus omlásra utalva, melyet az észak felé tartó vízfolyások mélyítettek, egy másik része pedig üledékkel töltődött fel; a törésvonal alatt a mélyből feltörő ásványvizek találhatóak. A lombhullató erdőkre jellemző savanyú barna és vörösesbarna erdőtalaj, továbbá podzolos és agyagos talajok jellemzik, melyek nem kedveznek a mezőgazdaságnak és növénytermesztésnek.

### Éghajlat
Bár földrajzi elhelyezkedése miatt a szubalpin éghajlati övezetbe tartozik, a völgy mikroklímája enyhe, mivel a környező magaslatok megvédik az erős szelektől. Az üdülőhely gazdag növényzete korlátozza a nyári hőséget, és ugyanakkor árnyékolja a hideg áramlatokat. A 20. században az éves átlaghőmérséklet 7,6 °C volt, a legmagasabb mért hőmérséklet 37,5 °C, a legalacsonyabb -32 °C. Gyakori a hőinverzió. Az évi csapadékmennyiség 600–700 mm, a tavasz esős, az ősz száraz.

### Flóra és fauna
Növényzete a dombvidéki területek lombhullató és tűlevelű szintjei közötti átmenetre utal. A régi időkben kocsánytalan tölgy alkotta az erdőket, azonban a 20. század közepéig ezeket kivágták. A mai erdők nagy részét bükk, kocsányos tölgy, jegenyefenyő alkotja, közöttük megjelenik a rezgő nyár és a nyír is, azonban az erdők kiterjedése csökken a bútorgyártásban, illetve tűzifának felhasznált faanyag kereslete miatt.
Ami az állatvilágot illeti, egyes állatok eltűntek az erdőtlenítés, az élőhely visszaszorítása miatt (nyúl, róka, farkas, hiúz), mások viszont alkalmazkodtak az ember közelségéhez, és napközben is behatolnak a falu területére, károkat okozva (barnamedve, vaddisznó, gímszarvas).

## Története
Hídvég és Árapatak birtoka volt, a 19. század elejéig a falu nem létezett, a helyet erdőpásztorok lakták. A birtokon, a mai Előpatak területén legelőször hídvégi gróf Nemes János, háromszéki főkirálybíró építkezett, az úgynevezett Anna- vagy Béldi-forrás közelében, mely akkor még az egyedüli használatban levő forrás volt. Az 1772-ben felhúzott, úgynevezett Svájci villáját az alpesi hegyi üdülőházak stílusában építtette, példát mutatva a többi helyi birtokos család építkezései számára.
A Hargita nyúlványainak törésvonalaiban, vulkáni utóműködésnek köszönhetően szénsavas források keletkeztek, amelyeket hasznosítva gyógyfürdők sokasága létesült (például Kovászna, Sugásfürdő,  Uzonkafürdő, Kézdimartonos). Előpatak volt a legrégebben ismert székelyföldi fürdő, a gyógyvizeket Mátyus István már 1761-ban vizsgálta, majd 1796-ban és 1820-ban ismét elemezték, és megbizonyosodtak azok pozitív hatásairól. Az utóbbi időpontban, 1820 körül kezdett kialakulni a falu, kezdetben 20 házzal, első telepesei nagyrészt hídvégi román zsellérek voltak. 1836-ban a birtokosi gyűlés elrendelte a kezdetleges, kunyhószerű lakok lebontását, és helyükre a fürdővendégek igényeit kielégítő épületek, továbbá vendéglők felépítését javasolta. A patakot szabályozták, a forrásokat kitisztították és létrehozták a hideg- és melegfürdőt; kiépítették a sétányt. 1850-ben már 86 ház és 580 lakos volt, a falu pedig ebben az évben önállósodott, elszakadva Hídvégtől és Árapataktól.

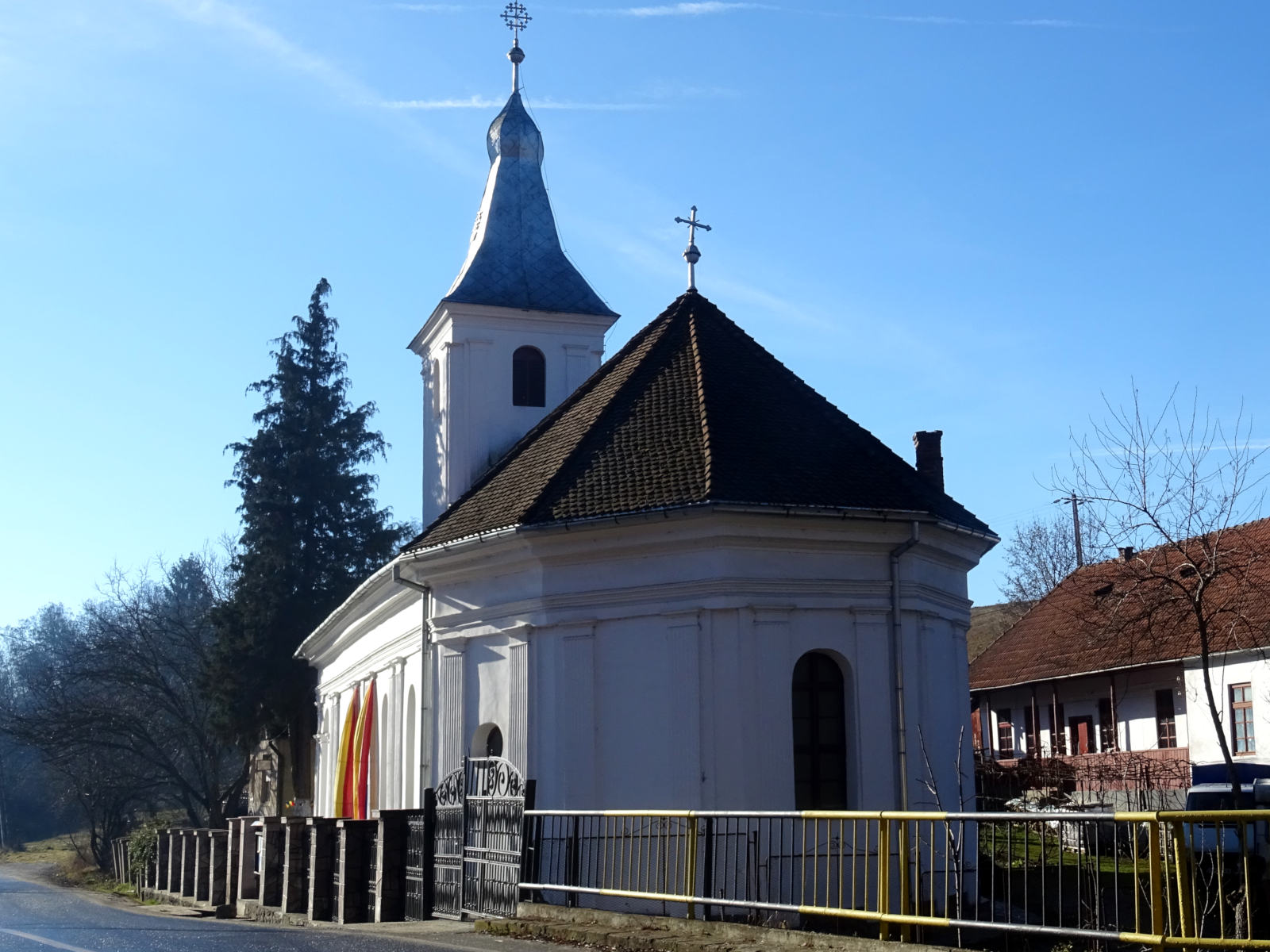
Az ortodox templom

A 19. század második felében európai hírű, Erdély egyik leglátogatottabb és a Osztrák–Magyar Monarchia egyik népszerű gyógyfürdőjeként jellemezték. Gyakran keresték fel a tusnádfürdői vendégek, változatosságot és jó társaságot keresve. Rendszeres vendége volt Miloš Obrenović szerb fejedelem, aki 1843-ban saját költségén ortodox templomot építtetett a faluban egy Béldi Albert által adományozott birtokon. Katolikus kápolnája 1848-ban épült. 1852-ben újból elemezték a vizeket, 1856-ban bizottságot neveztek ki a fürdőhely igazgatására, 1858-ban fedett sétatér épült, a látogatók száma pedig évről évre nőtt. Számos külföldi, különösen havasalföldi és moldvai személy is látogatta. A 19. század végén, az osztrák–magyar–román vámháború alatt megcsappant a román vendégek száma, azonban a fürdő ennek ellenére is fejlődött.
Előpatak 1876-ig Felső-Fehér vármegye Hídvégi járásához, ezután Háromszék vármegye Miklósvári járásához tartozott. 1910-ben 765 lakosából 553 román, 209 magyar és 3 német volt. A fürdőélet a román hatalomátvétel után is folytatódott, a településre 1927–1928-ban bevezették az áramot, 1932–1933-ban pedig a Fleischer család ásványvíztöltőt létesített. A 20. század második felében Előpatak erős hanyatlásnak indult, a telep romosodni kezdett. 1953–1969 között a villákban a görög polgárháború elől elmenekült 420 görögöt és macedónt szállásoltak el. A kommunista kollektivizálás nem érintette a falut a rossz talaj és a kis mezőgazdasági terület miatt.
Az 1970-es években az 1937-ben épült, átépített Dutzi-villában rendezték be az ideg- és izomsorvadásban szenvedő gyermekek kezelőközpontját. Ez a 21. század elején Bodzafordulóra költözött, azonban a betegek országos egyesülete továbbra is Előpatakon működik, találkozóikat is itt szervezik, és egy új kezelőközpont is épült. A 2000-es években a romos fürdőtelep legtöbb épületét lebontották; az egykori országos hírű gyógyfürdőt és a fürdőéletet már csak az évszázados fényképek, leírások idézik fel.
2011-ben lakossága 1347 fő volt, melyből 649 románnak, 603 cigánynak, 41 magyarnak vallotta magát.

### A fürdő
A 19. század második felében Előpatakot fényes fürdőélet jellemezte, egyike volt Székelyföld három legfontosabb fürdőjének (Borszék és Tusnádfürdő mellett). A gyógyvizeket gyomor-, máj-, vese-, méhbántalmakra ajánlották és használták, a fürdőt pedig „a gyomorbajosok és reumások Mekkájaként” ismerték. A telep népszerűsítésében élen járt Meyr Ignátz brassói főorvos, aki francia, magyar és román nyelvű útmutatókat írt a látogatók számára. Csulak Zsigmond árapataki pap szerint Előpatak úgy viszonyul Brassóhoz, mint Schönbrunn Bécshez: „Kit nem ragadnának el egy júliusi vagy augusztusi vasárnap a több százakra menő különbféle hintóknak, kocsiknak tarka fogatú robogási, azok az ezer meg ezer színű, különböző nyelvű, öltözetű, idegen vidéki népek rajongó sokasága, az életelevenség, nyüzsgés, mozgás mindenfelől, mit az emberi furkativus ész ki tud gondolni, szemet kápráztató, szívet megragadó tarka csecsebecsék, s igen sokszor vakító álfény, miután az emberek oly mohón kapkodnak, mint gyermek a szappanbuborékon.”
Szintén Csulak Zsigmond jegyzi meg 1865-ben, hogy Előpatak „már minden tekintetben túlszárnyalta szülőanyját, Árapatakát, sőt ami több, háládatlan is irányában, mert amidőn az édesanya ma is fáradozik az ő ékítésén, útjai jó karban tartásán, s evégre minden évben többezerre menő ingyen napszámot s más anyagot ád, ő ezért egy korty vagy legfennebb egy has borvizet ád ingyen. Már egy fertálynál ha többre van szükségünk, azt úgy fizetteti velünk, mint a bukuresti boérral, aki soha egy para praestatiot se tesz a közlekedés jó karban tartására”.

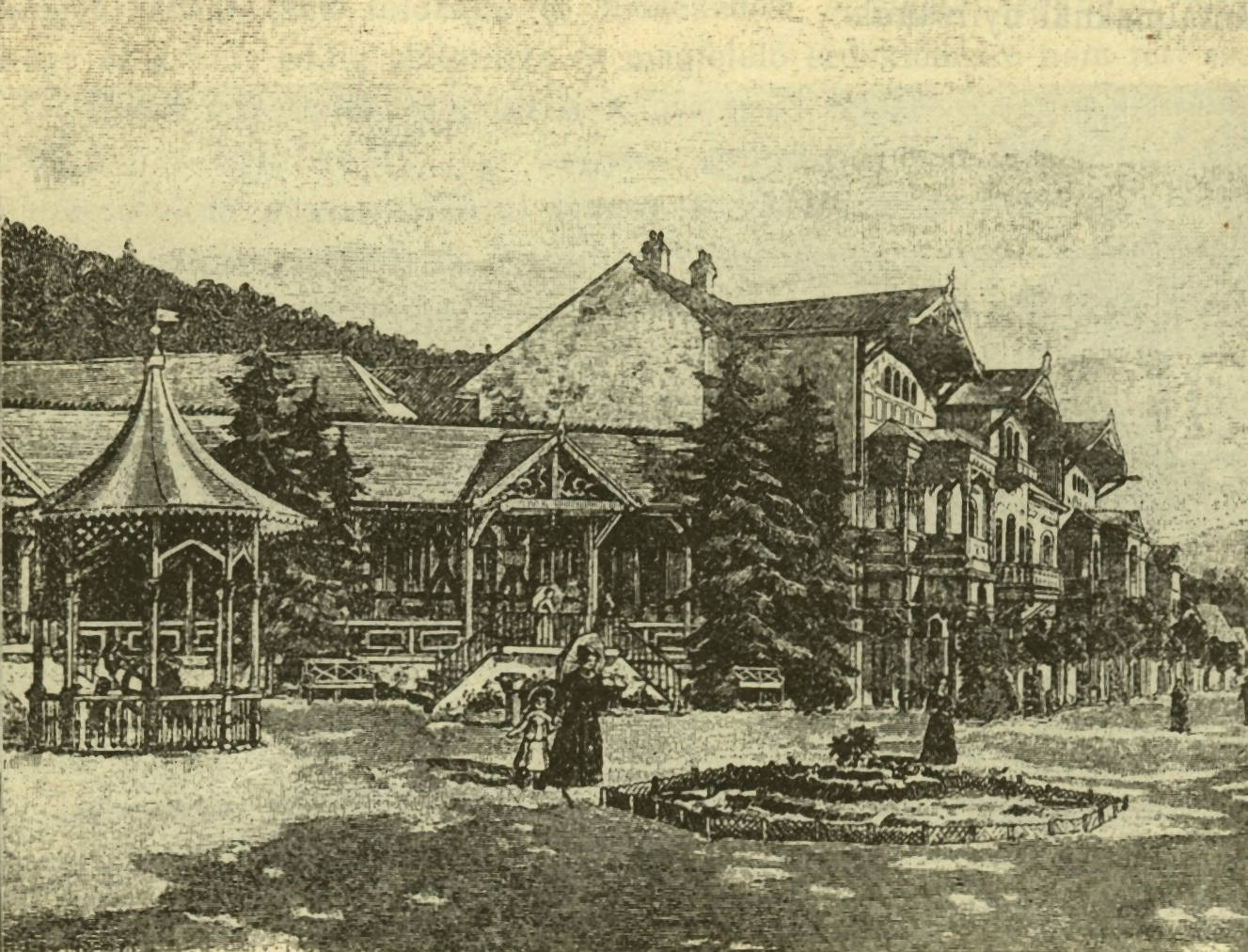
A fürdőtelep a 19. század végén

A 80 méter hosszú, 25 méter széles fedett sétányon boltok, olvasó- és társalgási terem, gyógyszertár kapott helyet. A vendégek számát évi 1500-ra becsülték; híresek voltak az évente megrendezett Anna-bálok, a Bogdán-villában pedig koncerteket és előadásokat tartottak. 1855-ben 181 vendégszoba volt, és balneológus orvosa volt a telepnek. A század végén a kiadó szobák száma már 600 körül volt. Maguk a körülmények is fejlődtek: míg a 19. század közepe körül gyarlón bútorozott szobákról adnak hírt, ahova a vendégek saját maguk kellett ágyneműt, konyhaeszközöket hozzanak, addig az 1870-es évekre már nem csak az új, hanem a régi házak lakosztályai is kielégítették a kényelmi igényeket, minden háznál cselédek dolgoztak, a telepen pedig öt vendéglő működött.
A fürdőt túlnyomó részben románok látogatták: erdélyi és havasalföldi bojárok, előkelőségek, a kultúra nagyjai; például Andrei Șaguna, Vasile Alecsandri, Ion Ghica, Nicolae Bălcescu, Titu Maiorescu, továbbá a Cantacuzino-, Rosetti, Sturdza, Știrbei és más családok tagjai. Orbán Balázs megjegyzi, hogy fürdőidényben szinte kizárólag havasalföldi és moldvai románok vendégeskednek Előpatakon, a Monarchia polgárai csak idényen kívül jönnek, mikor olcsóbbak a szállások, és a gyógyvízhez is hozzájutnak.
A 19. század közepén öt borvízforrást írnak le: a Lobogó, mely hideg fürdőként szolgált, a Natália, mely a melegfürdő kádjait látta el, továbbá az Főkút (Őskút), Újkút és Anna-kút (Béldi-kút), melyeket ivókúrára használtak. 1880 körül egy újabb kutat nyitottak, melyet József főherceg 1883-as látogatásának tiszteletére József-kútnak neveztek el. A főherceg támogatta a fürdőbizottságot, és meghagyta, hogy a környező dombokat fenyvesítsék, alakítsanak ki erdei sétautakat és egy csónakázótavat. 1896-ban már tíz forrás működött, melyből hatot használtak ivókúrára. A sétaút felső részén elhelyezkedő, díszes kupolás Főkút volt a fürdői élet középpontja. 1902-ben bevezették az acetilénvilágítást, majd a gázt is. 1907-ben egy új kutat nyitottak, melyet Potsa József háromszéki főispán lánya után Erzsébet-forrásnak neveztek. A gyógyvizeket nem csak helyi kúrára használták, hanem palackozva az ország számos részére szállították.
Hankó Vilmos a századfordulón így írja le: Előpatak „kinézése egészen világfürdőies. Az utakat díszes emeletes épületek, pompás villák, fürdőépületek szegélyezik. A telep alsó részében jól gondozott park terül el. E parkban vannak a József főherczeg és Diana-források. Környezetében találjuk a gróf Nemes-féle melegfürdőket, a bál- és zongoraházat, a szegények kórházát, a görögkeleti templomot, s ezen kívül több díszes épületet kényelmes vendégszobákkal. A felső részben hasonló gonddal ápolt parkkal találkozunk. A park közelében vannak: a kényelmesen berendezett Lobogó-hidegfürdő, a róm. kath. templom, ezenkívül több csinos épület, a melyekben számos kényelmes és egészséges szoba áll a vendégek rendelkezésére. A parkból rövid séta-út vezet a Károly oláh királyról elnevezett meleg kád- és hideg tükör-fürdőkhez. Igen szép hely ez itt. A fürdőépületekre egy gyönyörű kert árnyékos fáinak lombsátora borul; a földet ifjú zöldben pompázó bársonygyep takarja, mely mint óriás szőnyeg tarka virágokkal van kihímezve. A két parkot egy, mintegy fél kilométer hosszú, hárs- és gesztenyefákkal beültetett s két oldalról elegáns villák, lakóházak, vendéglőépületek és árúcsarnokok által szegélyezett széles sétaút köti össze. [...] A fürdőtelepet gyönyörű lombos erdők veszik körül, melyekbe nagy gonddal fentartott utak vezetnek be; az utak szélén lépten-nyomon kényelmes padok hívják pihenésre az arra sétálót.” A vendégek nagy részét ekkor is a szomszédos Román Királyságból érkező románok tették ki: „a séta-úton tolongó rendkívül elegáns, díszes közönség társalgási nyelvéből következtetve valamelyik romániai fürdőben képzeli magát az ember.”
A fürdőélet a román hatalomátvétel után is folytatódott (az 1930-as években évi 2500 vendég látogatta); a villákat átnevezték, például a Rendt-, Damokos-, Otrobán-villákból Vila Aurora, Dobrescu, Bradul lett. A 20. század második felében a telep hanyatlani kezdett, az első villákat már az 1960-as években felszámolták. 2005–2010 között az egykori fürdőtelep elromosodott épületeit lebontották, így például a villák legtöbbjét, a fedett sétányt, a Natália-fürdő vízmelegítő épületét, a József-forrás pavilonját. Egyes házakat gyökeresen átalakítottak, jellegtelen építményekké silányítva azokat (például a vendéglő kivételes szépségű épületét, a Boér- és Dutzi-villákat). A fenyvest kivágták, a csónakázótavat megszüntették; a talajközeli borvizet tartalmazó réteg elfertőződött, így az ezekből táplálkozó kutak használhatatlaná váltak.

## Leírása

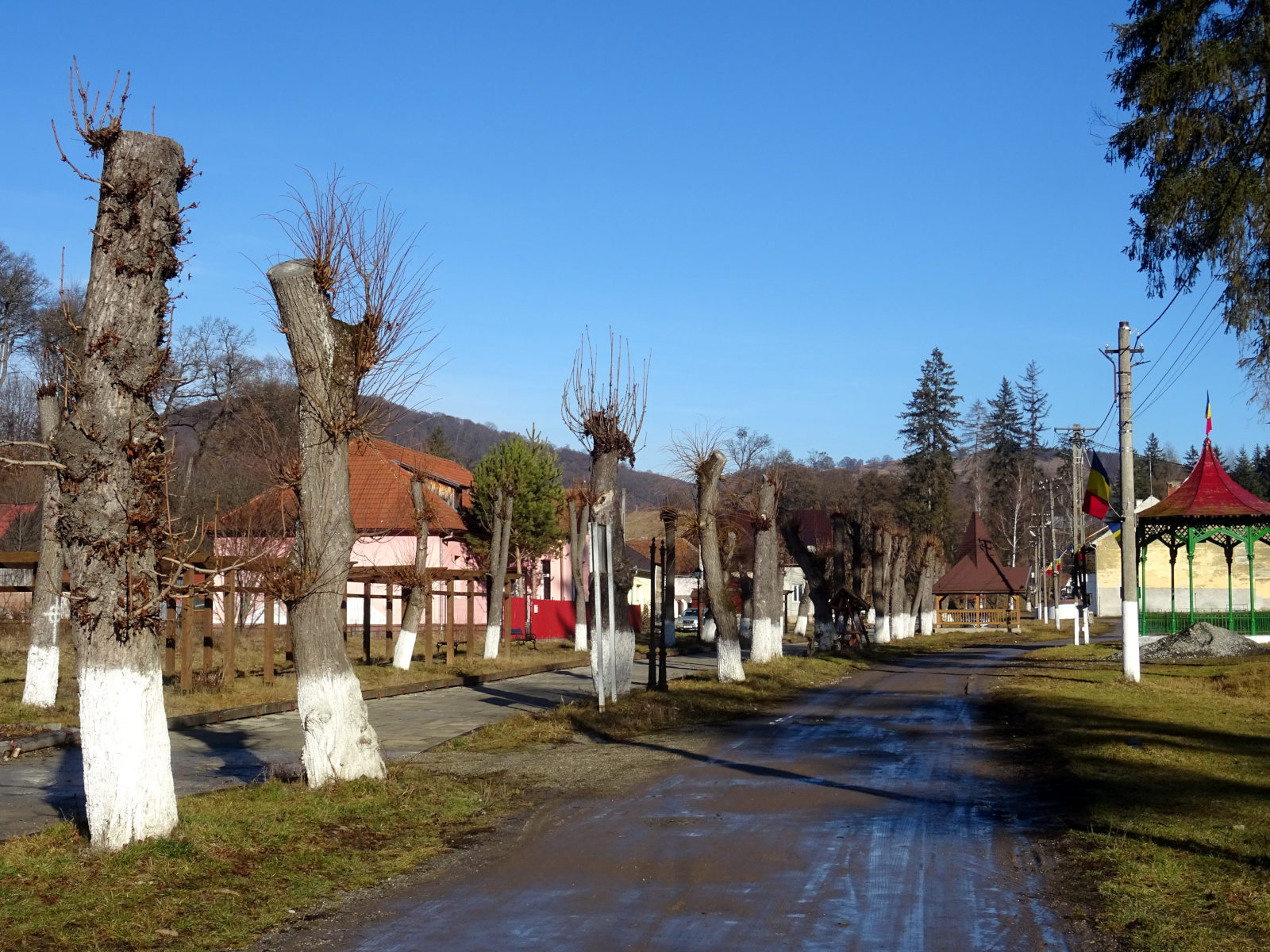
A lebontott fürdőtelep sétánya 2023-ban

Patakvölgyben fekszik; alacsony magasságú hegyek veszik körül, melyek megvédik a zord szelektől, azonban nem zárják el a napsütést. Orbán Balázs szerint „Előpatak vidéke jellemtelen és rút; szűk, minden kilátás nélküli elzárt völgyét kopár szakadásos hegyek környezik; de ezen széptanilag egykedvü vidéken mily áldásos forrásokat fakaszta fel a mindenütt jótékonyan működő természet, mintha kül silányságát a belbecs érdemeivel igyekezett volna ellensulyozni.”
A régi fürdőtelep a falu főutcája, az akkori országút mentén feküdt; itt álltak két sorban a házak, és itt voltak a gyógykutak. 1883-ben az országutat körülbelül 600 méteres hosszon nyugatra terelték (a mai DN13E főút), elkerülve a fürdőtelepet, ahol a patak befedésével kiszélesítették a sétányt. Az Erzsébet-forrás vizét, mely igen gazdag vasban, magnéziumban és nátriumban, napjainkban is palackozzák.
2011-ben 1347 lakosa volt, közülük 649 vallotta magát románnak, 603 cigánynak, és 41 magyarnak. A faluban román tannyelvű általános iskola, posta, orvosi rendelő működik, csatornázás azonban nincs. Templomuk van az ortodoxoknak és a katolikusoknak, továbbá imaházaik a pünkösdista és adventista cigányoknak. A cigányok külön temetőt használnak, többségük kézművességgel és napszámosmunkával foglalkozik. A falubeliek megélhetése az állattartásból, földművelésből, erdőkitermelésből származik.
Helyi jelentőségű műemléknek nyilvánították az ortodox templomot és parókiaépületét, továbbá négy házat. A négy ház közül azonban 2020-ra egy leégett, egyet lebontottak, egyet pedig gyökeresen átalakítottak.